# Эрскин, Рональд, 15-й граф Бьюкен
Рональд Дуглас Стюарт Мар Эрскин, 15-й граф Бьюкен (6 апреля 1878 — 18 декабря 1960) — шотландский пэр и офицер. Он носил титул учтивости — лорд Кардросс с 1898 по 1934 год.

## Происхождение
Родился 6 апреля 1878 года. Единственный сын Шипли Эрскина, 14-го графа Бьюкена (1850—1934), от брака с Розали Луизой Сарторис (? — 1943), дочери капитана Жюля Александра Сарториса.

## Карьера
Лорд Кардросс поступил на службу в британскую армию и стал вторым лейтенантом в 3-м батальоне принцессы Луизы (горцы Аргайла и Сазерленда). В июне 1899 года ему был присвоен чин поручика. Он принимал участие во Второй англо-бурской войне (1900—1902). В июне 1901 года он стал лейтенантом шотландской гвардии. В 1905 году он оставил армейскую службу. В апреле 1911 года он вернулся в армию в звании младшего лейтенанта Восточного райдинга Йоркшира Йоменри и ушел в отставку с этого поста в мае 1912 года.
Во время Первой мировой войны лорд Кардросс служил офицером транспорта в конной бригаде полевой скорой помощи Медицинского корпуса Королевской армии, а с июня 1916 года в Лондонской конной бригаде Королевского армейского корпуса. Он служил на палестинском фронте в составе Египетского верблюжьего транспортного корпуса. В феврале 1919 года он ушел с этого поста в Лондонской конной бригаде из-за плохого здоровья.
16 апреля 1934 года после смерти своего отца Рональд Эрскин унаследовал титулы 15-го графа Бьюкена (Пэрство Шотландии), 15-го лорда Охтерхауса (Пэрство Шотландии) и 10-го лорда Кардросса (Пэрство Шотландии).
Лорд Бьюкен скончался 18 декабря 1960 года в возрасте 82 лет, будучи неженатым и бездетным. Ему наследовал его дальний родственник, Дональд Эрскин, 7-й барон Эрскин (1899—1984), который унаследовал его дворянские титулы.